# Margarosticha gaudialis
Margarosticha gaudialis là một loài bướm đêm trong họ Crambidae.